# Twin Lakes (Waszyngton)
Twin Lakes – jednostka osadnicza w Stanach Zjednoczonych, w stanie Waszyngton, w hrabstwie Ferry.